# Ояр Вацієтіс
Ояр Вацієтіс (латис. Ojārs Vācietis; *13 листопада 1933 — †28 листопада 1983, Рига) — латвійський письменник та поет.

## Біографія
Ояр Вацієтіс народився 13 листопада 1933 року у повіті Трапене, Латвія. Його батько Ото Вацієтіс був служником. Вацієтіс навчався у початковій школі Трапане, а згодом у середній школі Ґауйени. 1957 закінчив факультет латвійської філології Латвійського університету. Працював у редакціях журналів «Liesma», «Bērnība», «Draugs», на Ризькій кіностудії.